# Václav Jan Kopřiva
Václav Jan Kopřiva, in tedesco Wenzel Johann, noto anche sotto il cognome Urtica (Brloh, 8 febbraio 1708 – Cítoliby, 7 giugno 1789), è stato un compositore e organista ceco.

## Biografia
Membro di una famiglia di compositori e musicisti cechi, era figlio di Matěj Kopřiva, un mugnaio, e Juditka Rozumová. Studiò musica a Cítoliby sotto la guida di Martin Antonín Kalina (Gallina); trasferitosi a Praga divenne organista e fu allievo di Franz Joseph Dollhopf.
Successivamente fu cantore e organista a Cítoliby. Dalla moglie Terézia, ebbe due figli Karel Blažej e Jan Jáchym che divennero entrambi compositori. Le sue composizioni sacre hanno le tipiche caratteristiche del barocco e utilizzano i temi di poesie pastorali e canzoni popolari. Fra i suoi allievi sono degni di menzione Jan Nepomuk Vent, Jan Adam Galina, Jakub Lokaj, nonché entrambi i figli.

## Opere
- Alma Redemptoris Mater, per soprano, contralto, coro femminile, archi e organo
- Litaniae Lauretanae, per SATB, coro misto, orchestra e organo
  1. Kyrie
  2. Pater de coelis
  3. Sancta Trinitas
  4. Sancta Maria
  5. Mater Christi
  6. Virgo prudentissima
  7. Vas spirituale
  8. Salus infirmorum
  9. Regina angelorum
- Missa pastoralis in re maggiore
- Missa brevis in do maggiore
- Offertorium pastorale in re maggiore "Hodie Christus natus est...", per soprano, coro misto e orchestra da camera
- Offertorium pastorale in la maggiore "Huc, huc ad regem pastorum", per soprano, coro misto, orchestra e organo
- Offertorium in re maggiore "Te Trinitas beata", per coro, orchestra e organo
- Offertorium in re maggiore "Vox clamantis in deserto", per soprano, coro misto, orchestra e organo
- Offertorium in re maggiore de sancto Joanne Baptista "Vox clemantis in deserto", per soprano, coro misto, orchestra e organo
- Rorate coeli in fa maggiore, cantata per contralto, tenore, coro misto, archi e organo